# Göttinger Miszellen
Die Göttinger Miszellen (Untertitel Beiträge zur ägyptologischen Diskussion), meist abgekürzt GM, ist eine seit 1972 erscheinende Fachzeitschrift, die gegenwärtig dreimal im Jahr mit einem Umfang von mindestens 160 Seiten pro Heft erscheint. Die Redaktion ist am Seminar für Ägyptologie und Koptologie der Georg-August-Universität Göttingen angesiedelt. Derzeitiger Herausgeber ist Orell Witthuhn.
Die Zeitschrift veröffentlicht kurze Beiträge in deutscher, englischer oder französischer Sprache aus den Bereichen Ägyptologie und Koptologie sowie verwandter Fachgebiete. Sie dient der raschen Publikation neuer Ergebnisse und sieht sich als eine Art Forum der fachinternen Diskussion. Um ohne große Zeitverzögerung veröffentlichen zu können, werden nur offsetfähige oder als PDF-Datei bereitgestellte Manuskripte der jeweiligen Autorinnen bzw. Autoren akzeptiert.
Monografische Arbeiten werden in den Reihen Göttinger Miszellen – Beihefte und Göttinger Miszellen – Occasional Studies veröffentlicht.

## Hintergründe und Entwicklungen

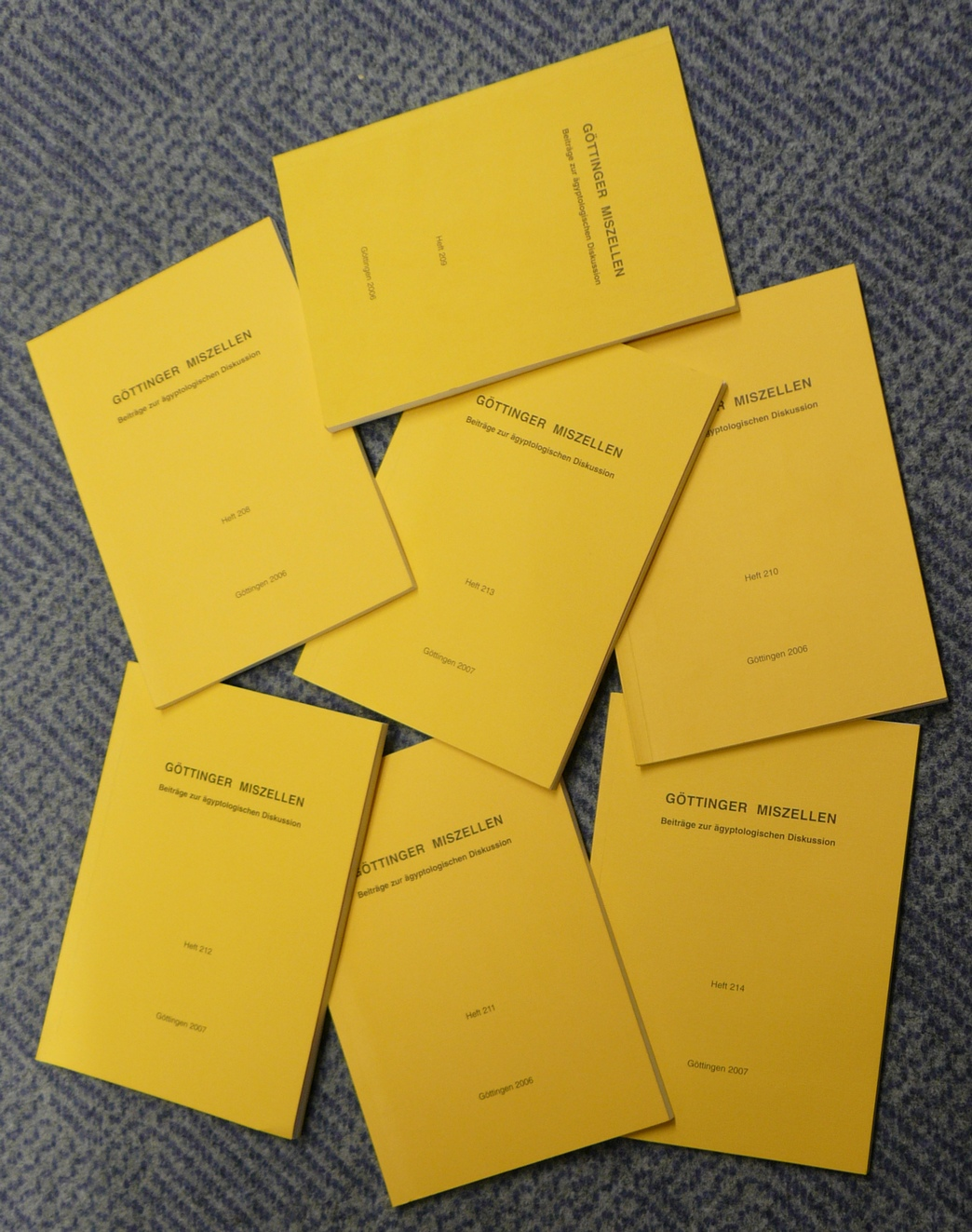
Einige Exemplare der Göttinger Miszellen

Die Göttinger Miszellen wurden als ein Organ zur Veröffentlichung kurzer Artikel gegründet. Diese Zeitschrift sollte – so die „Vorbemerkungen“ zum ersten Heft – „eine Marktlücke schließen“ und erhob die zuvor in ägyptologischen Fachzeitschriften sehr wohl vorhandene, aber immer etwas stiefmütterlich behandelte Publikationsform der „Miszelle“ zum zentralen Inhalt. Es ist bemerkenswert, dass die Göttinger Miszellen sowohl in Wikipedia als auch im Historischen Wörterbuch der Rhetorik als ein typisches Beispiel der Publikationsform Miszelle angeführt werden:
Der Begriff ‹M.›, auch ‹Miszellaneen›, (von lat. miscellus = gemischt; miscellanea = Vermischtes) dient als Titel, Gattungsbezeichnung oder unspezifischer Sammelbegriff für eine Vielzahl handschriftlicher oder gedruckter, meist kurzer Schriften vermischten Inhalts. […] Der moderne Miszellen-Begriff bezeichnet in der Regel Kurztexte, die sich mit Themen von hauptsächlich wissenschaftlichem Interesse beschäftigen, ohne dabei notwendigerweise den formellen Ansprüchen der Wissenschaftlichkeit zu genügen. […] Dabei überlebt die oben skizzierte Zeitschriftentradition in einer wissenschaftlich geprägten Variante, etwa in den seit 1972 bestehenden ‚Göttinger M. Beiträge zur ägyptologischen Diskussion‘, die eine ‚schnelle und kostengünstige Publikation neuer Funde und wissenschaftlicher Hypothesen‘ anstreben.
Die Idee zu dem neuen Zeitschriftenformat stieß im Fach aber nicht auf ungeteilte Zustimmung, wie die von den Lesern der ersten Ausgabe ausgefüllten Fragebögen und die nachfolgenden Stellungnahmen der Redaktion zu der darin geäußerten Kritik deutlich erkennen lassen. Wolfgang Schenkel hat diese Fragebögen ausgewertet, wobei erkennbar wird, dass die angestoßene theoretische Reflexion außerhalb des Faches sehr viel positiver aufgenommen worden ist und die Kritik daran teilweise auch einen Generationenkonflikt widerspiegelte. So äußerte sich Klaus Baer (Professor am Oriental Institute der University of Chicago) folgendermaßen:
Frage: Welche Korrekturen […] würden Sie für notwendig halten?

Antwort: Hauptsächlich, daß ich Programmerklärungen (Ägyptologie als Wissenschaft in der Gesellschaft) in einer internationalen Zeitschrift für fehl am Platz halte. Sie ist ein bischen [sic] zu sehr auf die eigentümliche Geisteslage der jüngeren akademischen Generation in der BRD eingestellt.

Ganz anders der Alttestamentler Jürgen Ebach :
Ich hoffe, daß Sie sich durch die z. T. neurotische Kritik der ‚Fachvertreter‘ besonders am wissenschaftstheoretischen Teil nicht davon abbringen lassen, gerade der wiss[enschafts]theor[etischen] Debatte großen Raum einzuräumen.

In der „Vorbemerkung“ zum zweiten Heft nahm die Redaktion nach Auswertung der Fragebögen folgendermaßen zu der geäußerten Kritik Stellung:
Unter den Beanstandungen stehen die Einwände gegen den wissenschaftstheoretischen Teil an erster Stelle, wobei nicht immer ersichtlich war, ob es sich um die grundsätzliche Ablehnung einer solchen Sparte handelt oder ob speziell die Artikel des ersten Heftes Mißfallen erregt haben. Vor allem scheint der falsche Eindruck entstanden zu sein, daß die Beiträge des ersten Heftes als verbindliches Programm der Göttinger Miszellen zu verstehen sind. […] Demnach konnten wir uns nicht entschließen, diese Sparte aufzugeben, denn wir halten es für eine echte Aufgabe, zu einer Wertung unserer Wissenschaft in der Gesellschaft zu gelangen.
Obwohl die Göttinger Miszellen weiter an der Rubrik „Wissenschaftstheorie und Methode“ festgehalten und mit Heft 12, 1974 sogar eine themenorientierte Ausgabe zu „Wissenschaftsgeschichte und theoretische[r] Grundlegung der Ägyptologie“ veröffentlicht haben, zog Friedrich Junge 1980 die ernüchternde Bilanz, die: „Sparte ‚Beiträge zur Wissenschaftstheorie‘ war so erfolglos wie keine andere.“ Im Laufe der Jahre traten innerhalb der Göttinger Miszellen weitere Sonderrubriken oder Beitragsformate auf und verschwanden wieder, so beispielsweise die „Notizen zu schwer zugänglicher Literatur“ in russischer, hebräischer oder magyarischer Sprache oder die „Situationsberichte“ zu ägyptologischer Forschung und Institutionen in verschiedenen Ländern, etwa in Argentinien und Lateinamerika, Schweden, Italien, Spanien, der Schweiz, Polen, Israel, in den Niederlanden und der UdSSR; fernerhin „Kongressnotizen“. „Mitteilungen“, „Ankündigungen“ und auch „(Artikel-)Rezensionen“.
Die erfolgreiche Überwindung der „psychologischen Veröffentlichungsschranke“, um „neue Anregungen oder wichtige Beobachtungen“ nicht „auf Jahre oder auch auf immer in die Zettelkästen verbannt“ werden zu lassen, hatte allerdings zur Folge, dass die Redaktion der Göttinger Miszellen aufgrund der damit verbundenen Arbeitsüberlastung 1984 die Zahl der veröffentlichten Hefte von 14 auf fünf im Jahre 1985 reduzieren musste; weitere Anpassung wurden in den Folgejahren notwendig. Zwei Dinge sind hierbei bemerkenswert: Zum einen gab die enorme Nachfrage den Initiatoren der Zeitschrift Recht: Offensichtlich hatte man eine „Marktlücke“ schließen können und einen fachlichen Bedarf für kurze Mitteilungen aus laufenden Forschungen richtig erkannt. Zum anderen löste die nötig gewordene Umfangsbeschränkung der Göttinger Miszellen die Gründung weiterer Zeitschriften ähnlichen Zuschnitts wie der Varia Aegyptiaca und der Discussions in Egyptology aus, die einen Teil der nun nicht mehr in den Göttinger Miszellen veröffentlichten Beiträge zur ägyptologischen Diskussion auffingen.

## Im Rahmen der Göttinger Miszellen erschienene Sonderhefte
- Göttinger Miszellen. Band 6, 1973: Ägyptische Wortforschung. Vorträge des auf Anlass der Deutschen Forschungsgemeinschaft vom 11. bis zum 14. Mai 1973 in Köln gehaltenen Rundgesprächs.
- Göttinger Miszellen. Band 7, 1973: Sargtexte und Totenbuch. Berichte zu laufenden Arbeiten und Projekten.
- Göttinger Miszellen. Band 12, 1974: Wissenschaftsgeschichte und theoretische Grundlegung der Ägyptologie.
- Göttinger Miszellen. Band 14, 1975: Beiträge zu einer Zeichenliste der Hieroglyphen. Arbeitsberichte, Diskussionen und Ergebnisse eines Symposiums: „Das hieroglyphische Schriftsystem vor allem der Spätzeit“, das vom 25. bis 27. Juli 1974 auf der Burg Reichenstein bei Basel abgehalten wurde.
- Göttinger Miszellen. Band 21, 1976: Corpus Antiquitatum Aegypticarum (CAA). Geschichte, Ziele, Richtlinien und Arbeitsbeispiele für das Projekt des Erfassens altägyptischer Altertümer in Form eines Lose-Blatt-Kataloges.
- Göttinger Miszellen. Band 28, 1978: Hans Jakob Polotsky. Göttingen 25. Juli 1928.
- Göttinger Miszellen. Band 34, 1979: Ägyptologie und Schule. Zwei Beiträge zur Bestimmung ihres Verhältnisses.
- Göttinger Miszellen. Band 51, 1981: 2. Internationaler Ägyptologenkongress, Grenoble 1979. Referate der Arbeitsgruppe: „Museen und Sammlungen“.
- Göttinger Miszellen. Band 55, 1982: Heidelberg SÄK, (1979). „Ware contra Elfenbeinturm“ (1981).
- Göttinger Miszellen. Band 66; 1983: Vier Referate aus dem Programm der Sektion Ägyptologie des XXII. Deutschen Orientalistentages Tübingen 1983.
- Göttinger Miszellen. Band 91, 1986: Die Prädikation im Nominalen Nominalsatz – ein logisch-semantischer Ansatz.

## Advisory Board (in alphabetischer Reihenfolge)
Alle eingereichten Artikel unterliegen seit Ausgabe 215 (2007) einer Begutachtung (refereed journal). Derzeit besteht das dafür zuständige Advisory Board aus folgenden Wissenschaftlern:
- Mohamed Sherif Ali, Rheinische Friedrich-Wilhelms-Universität Bonn / Universität Kairo
- Heike Behlmer, Georg-August-Universität Göttingen
- Ola El-Aguizi, Universität Kairo
- Louise Gestermann, Universität Tübingen / Georg-August-Universität Göttingen
- Fayza Haikal, American University in Cairo
- Christian E. Loeben, Museum August Kestner Hannover
- Boyo Ockinga, Macquarie University Sydney
- Robert Rollinger, Leopold-Franzens-Universität Innsbruck
- Kai Ruffing, Universität Kassel
- Wolfgang Schenkel, Eberhard Karls Universität Tübingen
- Heike Sternberg-el Hotabi, Georg-August-Universität Göttingen.

Zu den Gutachtern gehörte bis Heft 253 (2017) Wolfhart Westendorf, Georg-August-Universität Göttingen.

## Liste der presserechtlich Verantwortlichen der Göttinger Miszellen von 1972 bis heute
(in alphabetischer Reihenfolge)
- Heike Behlmer: 1981; 1982; 1997–2004
- Jürgen Brinks†: 1975; 1977; 1978
- Phillipe Derchain†: 1973
- Arne Eggebrecht†: 1976
- Albrecht Fehlig: 1985–1986
- Louise Gestermann: 1980; 1981; 1982; 1983
- Wilfried Gutekunst: 1982–1983
- Edwin Henfling: 1974; 917; 1976; 1978; 1979
- Jürgen Horn†: 1972; 1974; 1976; 1978
- Erik Hornung†: 1974
- Friedrich Junge: 1972; 1977
- Frank Kammerzell: 1981; 1982; 1983
- Volkmar Keil: 1979
- Karl Martin: 1976
- Eva Martin-Pardey†: 1976
- Christa Müller: 1977; 1979; 1980; 1981; 1982; 1983; 1984–1996
- Peter Munro†: 1976
- Ingrid Nebe†: 1981; 1983
- Ursula Rößler-Köhler†: 1975; 1978; 1981; 1982; 1983
- Wolfgang Schenkel: 1973
- Bernd Sledzianowski: 1973; 1975
- Heike Sternberg-el Hotabi: 1976; 1979; 1980; 1981; 1983; 1984; 2004–2016
- Wolfhart Westendorf†: 1972; 1977
- Erich Winter†: 1974
- Orell Withuhn: seit 2017